# Club Sportif Sedan Ardennes
El Club Sportif Sedan Ardennes és un club de futbol francès de la ciutat de Sedan.

## Història
El club va ser fundat per Marcel Schmitt l'any 1919. Durant la seva història ha rebut les següents denominacions:
- 1919: Union Athlétique Sedan-Torcy.
- 1966: Es fusiona amb el Racing Club de Paris anomenant-se Racing Club de Paris-Sedan.
- 1970: Es fusiona amb el CS Ardennes, adoptant el nom Clubs Sportifs Sedanais des Ardennes.
- 1974: Es fusiona amb l'Amical Club Mouzon, adoptant el nom CS Sedan-Mouzon Ardennes.
- 1985: Adopta el nom Club Sportif Sedan Ardennes i esdevé professional.

## Palmarès
- 2 Copa francesa de futbol: 1956, 1961
- 1 Lliga francesa de segona divisió: 1955
- 1 Championnat National (tercera divisió): 1990
- 1 Campionat de França Amateur: 1951
- 1 Campionat del Nord-est: 1950

## Jugadors destacats
- Mustapha Dahleb
- Ivica Osim
- Modeste M'Bami
- Louis Dugauguez
- Yves Herbet
- Roger Lemerre
- Luc Sonor
- Michel Watteau
- Henri Camara
- David di Tommaso